# Dinotoperla eungella
Dinotoperla eungella är en bäcksländeart som beskrevs av Günther Theischinger 1982. Dinotoperla eungella ingår i släktet Dinotoperla och familjen Gripopterygidae. Inga underarter finns listade i Catalogue of Life.